# Holland's Next Top Model, seizoen 14
Het veertiende seizoen van Holland's Next Top Model (HNTM) startte op 7 oktober 2024. Het seizoen wordt enkel uitgezonden op Videoland. Net zoals in de vorige vier seizoenen doen er ook dit jaar weer zowel vrouwen als mannen mee.
Dit seizoen kenmerkte zich door het uitnodigen van wereldberoemde gasten zoals Nikkie de Jager, Bella Hadid en Gigi Hadid. Het seizoen zou meer internationaliteit en high-end fashion moeten uitstralen.
Het jurypanel bestaat net zoals vorig seizoen uit Loiza Lamers en Yolanda Hadid. Een nieuw gezicht is Rodney Lam, CEO van het modemerk Daily Paper. De vierde jurystoel wordt iedere week bezet door een ander gastjurylid. De winnaar wint dit jaar een interview en een hoofdrol in een fotoshoot voor Numéro en wint een modellencontract bij modellenbureau The Movement Models.

## Modellen

### Kandidaten
(de leeftijden zijn op het moment van de opname)
| Naam               | Leeftijd | Finish |
| ------------------ | -------- | ------ |
| Nikki Wolfs        | 22       | 14/13  |
| Julia Messing      | 19       | 14/13  |
| Royano Poeketi     | 20       | 12     |
| Melike Ozcakil     | 22       | 11     |
| Prince Schoutissen | 20       | 10     |
| Jearnisa Meinders  | 20       | 9      |
| Tobias Min-Te      | 24       | 8      |
| Jort Runia         | 24       | 7      |
| Arshea Gits        | 26       | 4/5    |
| Stef Leenen        | 25       | 4/5    |
| Gitte van Elst     | 23       | 1      |
| Justus van Eijk    | 19       | 6      |
| Sterre de Goede    | 19       | 2/3    |
| Fleur Muambi       | 19       | 2/3    |